# Stepan Spandarian
Stepan Spandarian (en russe : Степан Суренович Спандарян), né le 2 avril 1906 à Moscou où il est mort en 1987, est un joueur et entraîneur soviétique de basket-ball. Il est considéré comme l'un des pères fondateurs du basket-ball soviétique. Au total, il a remporté avec l'équipe de basket-ball de l'Union soviétique, trois médailles d'argent aux Jeux Olympiques (1952, 1956, 1960) et quatre Championnat d'Europe de basket-ball (1947, 1951, 1957, 1959).

## Palmarès
- Finaliste des Jeux olympiques 1952, 1956, 1960
- Champion d'Europe 1947, 1951, 1957, 1959